# Mitsue (Nara)
Pour les articles homonymes, voir Mitsue.
Mitsue (御杖村, Mitsue-mura) est un village du district d'Uda, dans la préfecture de Nara, au Japon.

## Géographie

### Situation
Le village de Mitsue se situe dans le nord-est de la préfecture de Nara, à la limite sud-ouest de la ville de Tsu, capitale de la préfecture de Mie. C'est une commune rurale étendue sur 14 km, d'ouest en est.
En 2016, 90 % de la superficie du village étaient recouverts de forêts.

### Démographie
Au 1er avril 2015, la population de Mitsue s'élevait à 1 839 habitants répartis sur une superficie de 79,63 km2.
Depuis le milieu des années 1950, la population du village de Mitsue n'a pas cessé de décroître, passant de 5 121 en 1955 à 3 852 en 1970 puis 2 168 habitants selon les résultats du recensement national de 2010.

### Municipalités voisines
| Soni           | Soni / Tsu*                 | Tsu*       |
| Higashiyoshino | Mitsue(* préfecture de Mie) | Tsu*       |
| Matsusaka*     | Matsusaka*                  | Matsusaka* |

### Hydrographie
La partie orientale de Mitsue comprend le cours supérieur de la rivière Nabari, un cours d'eau du bassin versant du fleuve Yodo qui prend sa source au mont Miune dans le sud-est du village.

### Climat
Le climat du village de Mitsue est du type continental ; la température annuelle moyenne est d'environ 13,2 °C et les précipitations annuelles sont de 1 700 mm.

## Histoire
En 1889, au cours de la mise en place du nouveau système d'administration des municipalités élaboré par le gouvernement de Meiji, le village de Mitsue est créé en regroupant quatre villages et intégré au nouveau district d'Uda.

## Symboles municipaux
L'arbre symbole de la municipalité de Mitsue est le cèdre du Japon, sa fleur symbole le cerisier du Japon et son oiseau symbole la bouscarle chanteuse.